# چاهو (مهر)
چاهو (مهر)، محله‌ای از شهر مُهر در بخش مرکزی شهرستان مهر در استان فارس ایران است.

## جمعیت
این روستا در دهستان مهر قرار دارد و براساس سرشماری مرکز آمار ایران در سال ۱۳۸۵، جمعیت آن ۷۵۴ نفر (۱۵۴خانوار) بوده‌است.